# 234750 Емімайнцер
234750 Емімайнцер (234750 Amymainzer) — астероїд головного поясу, відкритий 8 липня 2002 року.
Тіссеранів параметр щодо Юпітера — 3,072.
Названий на честь американської астрономки Емі Майнцер.